# Mike Smith (drummer)
Mike Smith (The Bronx, 16 juli 1971) is een Amerikaanse death metaldrummer en multi-instrumentalist, vooral bekend als oprichter en voormalig drummer van de prominente technische death metalband Suffocation uit New York.

## Biografie
Smith trad op op hun demo Reincremated uit 1990, de ep Human Waste uit 1991, hun debuutalbum Effigy of the Forgotten uit 1991 en hun album Breeding the Spawn uit 1993. Hij verliet de band en werd vervolgens vervangen voordat de band in 1998 van het circuit vertrok. Smith keerde terug toen Suffocation in 2002 hervormde na een onderbreking van vier jaar en trad op op hun publicatie Souls to Deny uit 2004, hun titelloze album uit 2006 en Blood Oath uit 2009. Smith werd samen met de band Suffocation opgenomen in de Long Island Music Hall of Fame in 2011. Smith verliet Suffocation voor de tweede keer in februari 2012.
Smith is druminstructeur en ingehuurd studiomuzikant. Hij heeft zijn drumwerk geleend aan het nummer Dawn of a Golden Age op Roadrunner United: The All Star Sessions, aan underground rapper Necro voor zijn album Death Rap en de experimentele Louisiana-gebaseerde metalact Psychometry. Smith heeft zijn eigen horrorcore-beïnvloede rapproject genaamd GRIMM REAL. De eerste underground fulllength voor het Grimm Real-project Demise of the Clones werd uitgebracht in 1999. In 2014 nam Smith drums op voor de Duitse extreme metalband Misanthrope Monarch en hun debuut-ep. Smith heeft sindsdien volledige albums voltooid met de bands Voracious Scourge (Verenigde Staten, Inverted Matter (Italië), evenals 2 studiosongs met zijproject Synesis Absorption (Verenigde Staten). Grimm Real is het huidige en actieve project van Smith.

## Discografie
- 1990: Reincremated (demo) – Suffocation
- 1991: Human Waste (ep) – Suffocation
- 1991: Effigy of the Forgotten – Suffocation
- 1993: Breeding the Spawn – Suffocation
- 2004: Souls to Deny – Suffocation
- 2005: Roadrunner United – Dawn of a Golden Age (lied)
- 2006: Suffocation – Album
- 2009: Blood Oath – Suffocation
- 2010: The Four Points – Psychometry
- 2014: Misanthrope Monarch (ep) – Misanthrope Monarch